# Basílica de San Cipriano
La Basílica de San Cipriano es una basílica cristiana en ruinas situada en el borde del sitio arqueológico de Cartago, en el lugar conocido como Bordj Jedid, en Túnez. Disfruta de una vista panorámica del golfo de Túnez y de Boukornine Jebel.
El enorme edificio fue encontrado en 1915 e identificado como la basílica de San Cipriano con un texto de San Agustín, en el que decía que estaba de pie "delante de la ciudad, cerca del mar". Los restos han sido objeto de extensas excavaciones, con la extracción de azulejos y pavimentos antiguos